# Émile Cabanon
Pour les articles homonymes, voir Cabanon.
Œuvres principales
Un roman pour les cuisinières
Émile Cabanon est un écrivain romantique français, né à une date inconnue et mort à Paris en 1846 ou 1847.

## Biographie

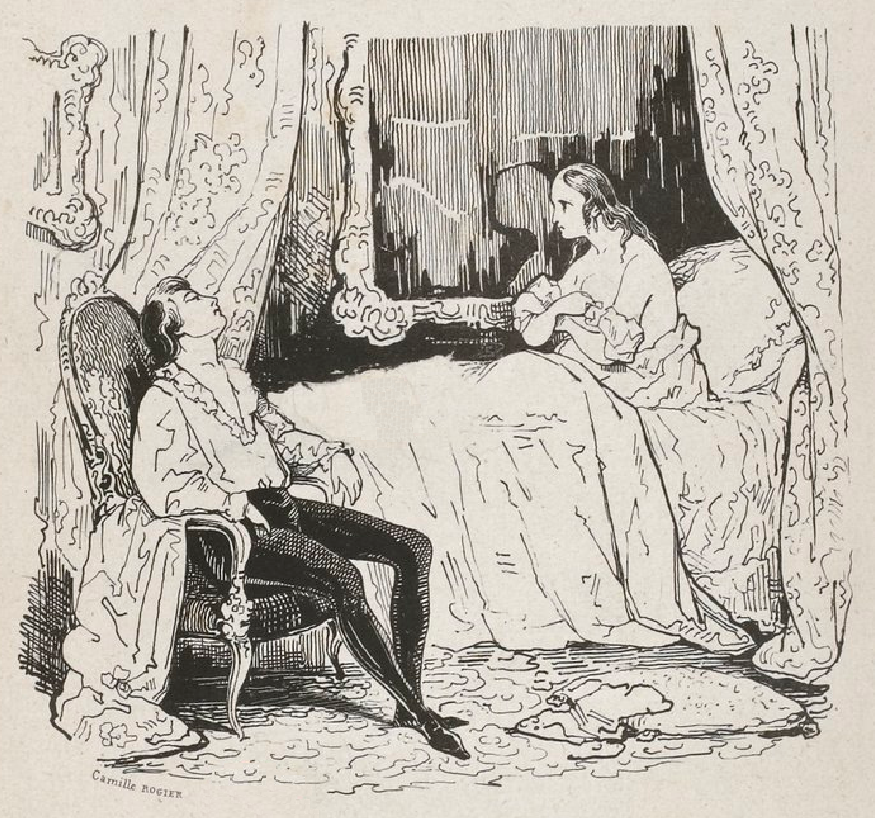
Un roman pour les cuisinières, illustration de Camille Rogier, page 2.

Il est l’auteur d’un seul livre, Un roman pour les cuisinières, paru chez Eugène Renduel en 1834.
Fils d’un marchand de soieries de Lyon, Émile Cabanon était connu pour ses nombreuses facéties et son goût de la mystification. Grand séducteur, toujours criblé de dettes, il mena une vie insouciante et assez décousue.
Il collabora au Corsaire et au Journal des enfants. Son unique roman fut un succès retentissant, mais ne fut réédité qu’en 1962 par José Corti, sur les conseils de Paul Éluard qui le tenait pour un chef-d’œuvre.
Le Magazine littéraire dit de lui qu’il est probablement le plus mystérieux des écrivains romantiques français.

## Œuvre
- Émile Cabanon, Un roman pour les cuisinières, Paris, éd. Eugène Renduel, 1834, 283 p. (lire en ligne)